# European Green Cars Initiative
Die Europäische Kommission hat am 30. Juli 2009 die Ausschreibungen der ersten Stufe der European Green Cars Initiative (EGCI) veröffentlicht. Ziel ist die Förderung von Forschung und Entwicklung im Bereich der sicheren, effizienten und umweltfreundlichen Mobilität, insbesondere der Elektromobilität und der dazu benötigten Technologien und Infrastrukturen. Die querschnittartige Initiative wird gemeinsam von allen thematisch befassten Generaldirektionen (Forschung, Informations- und Mediengesellschaft, Transport und Energie, Umwelt, Unternehmen) als Public Private Partnership (PPP) umgesetzt und ist mit zusätzlichen Fördermitteln in der Höhe von insgesamt 500 Mio. Euro ausgestattet. Davon fließen etwa 108 Mio. Euro in die erste Stufe der Ausschreibungen. Bei der Umsetzung der Initiative wird die Europäische Kommission von einer Ad-Hoc Industrial Advisory Group beraten, der Mitglieder der Europäischen Technologienplattformen ERTRAC, EPoSS und SmartGrids sowie Vertreter der Logistikbranche angehören. Neben ihren beratenden Aktivitäten veranstaltet diese Advisory Group gemeinsam mit der Europäischen Kommission Expertenworkshops, z. B. zum Thema Batterien und hat eine Roadmap für die europäische Industrie erstellt.
Aktuell werden bereits über 80 Projekte im Zuge der EGCI umgesetzt, einige davon sind bereits beendet und ihre Ergebnisse veröffentlicht.

## Förderschwerpunkte
Die Förderschwerpunkte der European Green Cars Initiative liegen auf Schlüsseltechnologien und Komponenten für Elektrofahrzeuge. Dazu zählen unter anderem Materialien, Technologien und Prozesse für elektro-chemische Energiespeicher sowie elektrische Maschinen, Nebenaggregate, Range Extender (Raxtender), die Integration von Energiespeichern und Fahrzeugkonzepten. Darüber hinaus wird auch an Effizienzsteigerungen, der Sicherheit und der elektrischen Architektur von Elektrofahrzeugen gearbeitet. Ein weiterer Förderschwerpunkt sind Demonstrationsprojekte.

## Ausschreibungen

### Erste Runde
Am 30. Juli 2009 wurden die Ausschreibungen der ersten Runde veröffentlicht. Die relevanten Abschnitte der Arbeitsprogramme sind:
- GC.SST.2010.7-1 bis 7-7 „European Green Cars Initiative – RTD Pillar“ im Arbeitsprogramm Sustainable Surface Transport (SST). Call Identifier: FP7-SST-2010-RTD-1
- GC.SST.2010.7-8 „Green Cars – Integrated EU demonstration Project on Electromobility“ im Arbeitsprogramm Sustainable Surface Transport (SST). Call Identifier: FP7-TRANSPORT-2010-TREN-1
- GC.SST.2010.7-9 „Materials, Technologies and Processes for Sustainable Automotive Electrochemical Storage Applications“ im Arbeitsprogramm Sustainable Surface Transport (SST). Call Identifier: FP7-2010-GC-ELECTROCHEMICAL-STORAGE
- GC.ICT.2010.10-3 „ICT for the Fully Electric Vehicle“ im Arbeitsprogramm Information and Communication Technologies (ICT). Call Identifier: FP7-2010-ICT-GC

Einsendeschluss für Projektanträge war der 14. Januar 2010 (für das ICT-Arbeitsprogramm 3. November 2009).
Das erste geförderte Projekt Information and Communication Technologies for the Full Electric Vehicle (ICT4FEV), mit Startschuss am 1. Mai 2010, legt den Fokus auf Technologien zur Erhöhung der Effizienz, Funktionalität und Nützlichkeit von Elektrofahrzeugen. Es handelt sich um eine Coordination Action (CA), die die europäischen F&E-Aktivitäten im Bereich der Schlüsseltechnologien für das Elektrofahrzeug koordinieren soll. Hierzu wird das Projekt Vorschläge für F&E-Schwerpunkte erarbeiten und die Bildung eines Expertennetzwerks vorantreiben. Zudem soll eine Europäische Organisation ("Think Tank") für Elektromobilität ins Leben gerufen werden.

### Zweite Runde
Die Ausschreibungen der zweiten Runde der European Green Cars Initiative wurden am 20. Juli 2010 veröffentlicht. Sie umfassen folgende Themen:
(a) Joint NMP, Transport and Environment Call
- GC.NMP.2011-1 „Advanced eco-design and manufacturing processes for batteries and electrical components“ (zusammen mit GC.ENV.2011.3.1.3-1, GC.SST.2011.7.7)
- GC.ENV.2011.3.1.3-2 „Operational guidance for Life Cycle Assessment studies of the European Green Cars Initiative“

(b) Sustainable Surface Transport (SST) sub-theme of Transport theme
- GC.SST.2011.7-1 „Specific safety issues of electric vehicles“
- GC.SST.2011.7-2 „Integrated thermal management“
- GC.SST.2011.7-3 „Efficient long distance transport – waste heat recovery“
- GC.SST.2011.7-4 „Urban- interurban shipments“
- GC.SST.2011.7-5 „Integrated intermodal traveller services“
- GC.SST.2011.7-6 „Capability of improving and exploiting capacity“
- GC.SST.2011.7-8 „ERA-Net Plus ‘Electromobility’“
- GC.SST.2011.7-9 „Efficient long distance transport – future power train concepts“
- GC.SST.2011.7-10 „Architectures for Light Duty Vehicles for urban freight transport“
- GC.SST.2011.7-11 „E-freight solutions and supply chain management“

(c) Information and Communication Technologies (ICT) theme
- GC-ICT-2011.6.8 „ICT for the fully electric vehicle“ (für 2011 und 2012)

Der Gesamtumfang der Fördermittel beträgt 100 Mio. Euro, die Einreichungsfrist für Anträge endete am 2. Dezember 2010.

### Dritte Runde
Die Ausschreibungen der dritten Runde der European Green Cars Initiative wurden am 20. Juli 2011 veröffentlicht. Sie umfassen folgende Themen:
(a) Materials for Green Cars (NMP theme and Joint call)
- GC.NMP.2012-1 „Innovative automotive electrochemical storage applications based on nanotechnology“
- FP7-2012 – MATERIALS FOR GREEN CARS Innovative advanced lightweight materials for the next generation of environmentally-friendly electric vehicles

Joint Call by NMP, Transport and Environment Themes:
- GC.NMP.2012-2, GC.SST.2012.1-1, GC.ENV.2012-6.6. „Innovative advanced lightweight materials for the next generation of environmentally-friendly electric vehicles“

(b) Sustainable Surface Transport (SST) sub-theme of Transport theme
- GC.SST.2012.7.1-2 „Smart infrastructures and innovative services for electric vehicles in the urban grid and road environment“
- GC.SST.2012.7.1-3 „European strategy for rare materials and their possible substitution“
- GC.SST.2012.7.1-4 „Modelling and testing for improved safety of alternatively-powered vehicles“
- GC.SST.2012.7.1-5 „Integration and optimization of range extenders on Electric Vehicles“
- GC.SST.2012.7.1-6 „Advanced energy simulation and testing for Fully Electric Vehicles (FEV)“
- GC.SST.2012.7.1-7 „Demonstration of urban freight Electric Vehicles for clean city logistics“

(Achtung: GC.SST.2012.7.1-7 öffnet im Dezember 2011)
(c) Information and Communication Technologies (ICT) theme (Topics e-h)
- GC-ICT-2011.6.8 „ICT for the fully electric vehicle“
- GC-ICT-2011.6.8e „Electric Drives and Electric Components“
- GC-ICT-2011.6.8f „Integration of the FEV in the Cooperative Transport Infrastructure“
- GC-ICT-2011.6.8g „Functional Safety and Durability“
- GC-ICT-2011.6.8h „Coordination and Support Action FEV made in Europe“

Der Gesamtumfang der Fördermittel betrug 102,04 Mio. Euro, die Einreichungsfrist für Anträge endete am 1. Dezember 2011.

### Vierte Runde
Die Ausschreibungen der vierten Runde der European Green Cars Initiative wurden am 10. Juli 2012 veröffentlicht. Sie umfassen folgende Themen:
(a) Materials for Green Cars (NMP theme)
- GC.NMP.2013-1 „Improved materials for innovative ageing resistant batteries“

Call Identifier: FP7-2013-GC-MATERIALS
Budget: 20 Millionen Euro
Bewerbungsschluss war der 4. Dezember 2012.
(b) Sustainable Surface Transport (SST) sub-theme of Transport theme
- GC.SST.2013-1 „Feasibility analysis and technological development of on-road charging for long term electric vehicle range extension“
- GC.SST.2013-2 „Next generation electric motors“
- GC.SST.2013-3 „Future light urban electric vehicles“
- GC.SST.2013-5 „Configurable and adaptable truck“
- GC.SST.2013-6 „High efficiency energy conversion for future heavy duty transport“
- GC.SST.2013-7 „Technical and operational connectivity in intermodal freight transport“

Call Identifier: FP7-SST-2013-RTD-1
Budget: 38,95 Millionen Euro
Bewerbungsschluss war der 14. November 2012.
- GC.SST.2013-4 „Demonstration of electric buses as urban public transport“

Call Identifier: FP7-TRANSPORT-2013-MOVE-1
Budget: 25 Millionen Euro
Bewerbungsschluss war auch hier der 14. November 2012.
(c) Information and Communication Technologies (ICT) theme
- GC-ICT-2013.6.7 „Electro-mobility“
- GC-ICT-2013.6.7a „Advanced System Architecture for FEV“
- GC-ICT-2013.6.7b „Comprehensive Energy Management“
- GC-ICT-2013.6.7c „Coordination and support actions“

Call Identifier: FP7-2013-ICT-GC
Budget: 40 Millionen Euro
Bewerbungsschluss war der 4. Dezember 2012.